# Kölsch (bière)
Pour les articles homonymes, voir Kölsch.

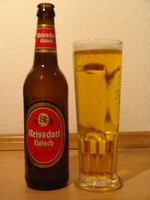
Reissdorf Kölsch, dans un verre non homologué.

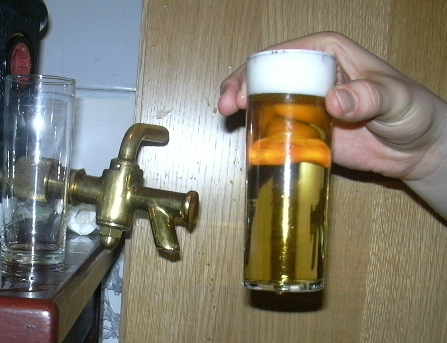
Kölsch

La Kölsch est une bière allemande de fermentation haute brassée dans les environs de Cologne. De couleur dorée et titrant de 4,4 à 5,2 % d'alcool, elle possède un goût légèrement fruité ainsi qu'une faible amertume. Au niveau local, sa production est réglementée par la Kölsch Konvention, créée par un accord entre brasseurs. Chaque jour, un million de litres de Kölsch est brassé. Depuis 2009, la Kölsch est reconnue par le label de qualité (g.g.A) Geschützte geographische Angabe.

## Histoire
Le brassage de la bière est attesté à Cologne depuis 874 et effectué selon les procédés de l'époque. Ce n'est qu'au XVe siècle que furent exclues de la recette différentes sortes d'épices destinées à modifier le goût (romarin, anis, etc.). Le précurseur de la Kölsch, la Wiess, fut brassée au XIXe siècle. Non filtrée, elle n'avait pas la limpidité de la Kölsch, brassée par la brasserie Sünner à partir de 1906. Le terme de Kölsch est apparu en 1918.
Durant la première moitié du XXe siècle la Kölsch était principalement bue dans les cafés ; à la veille de la Seconde Guerre mondiale, 40 brasseries étaient installées dans la région de Cologne, dont seulement deux survécurent aux destructions. Leur réouverture fut rapide, et, à partir des années 1960, la Kölsch devient une bière particulièrement consommée dans la région. 
En raison de différends portant sur l'utilisation de l'appellation, les brasseurs se rassemblèrent dans la Kölsch Konvention le 6 mars 1986. L'instance fut chargée de normaliser le brassage et la distribution de la bière éponyme. Elle fut reconnue par l'administration fédérale en 1996.

## Brassage
La Kölsch, brassée conformément au Reinheitsgebot de 1516 (décret sur la pureté de la bière, amendé en 1906), comporte les ingrédients suivants :
- eau,
- malt d'orge,
- houblon,
- malt de blé (dans certaines marques et en faible quantité).

La densité primitive de moût est entre 11,2 % et 11,8 %. 
La fermentation dure 4 à 6 jours à une température de 15 à 20 degrés et aboutit à un taux d'alcool moyen de 4,8 %. La bière est ensuite filtrée, ce qui lui donne sa limpidité.

## Les marques de bières

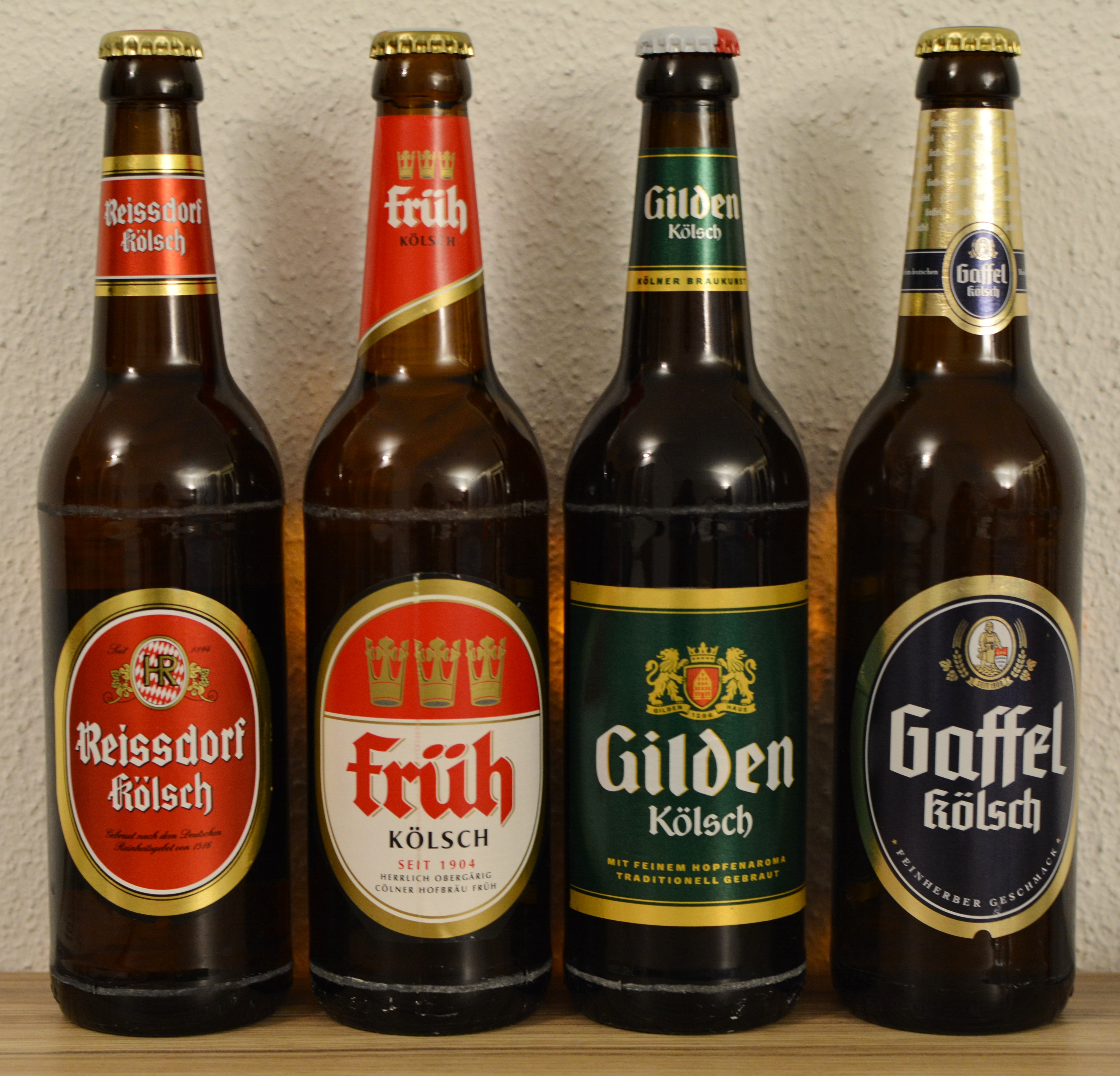
Bouteilles de 50cl de marques de kölsch : Reissdorf, Früh, Gilden et Gaffel.

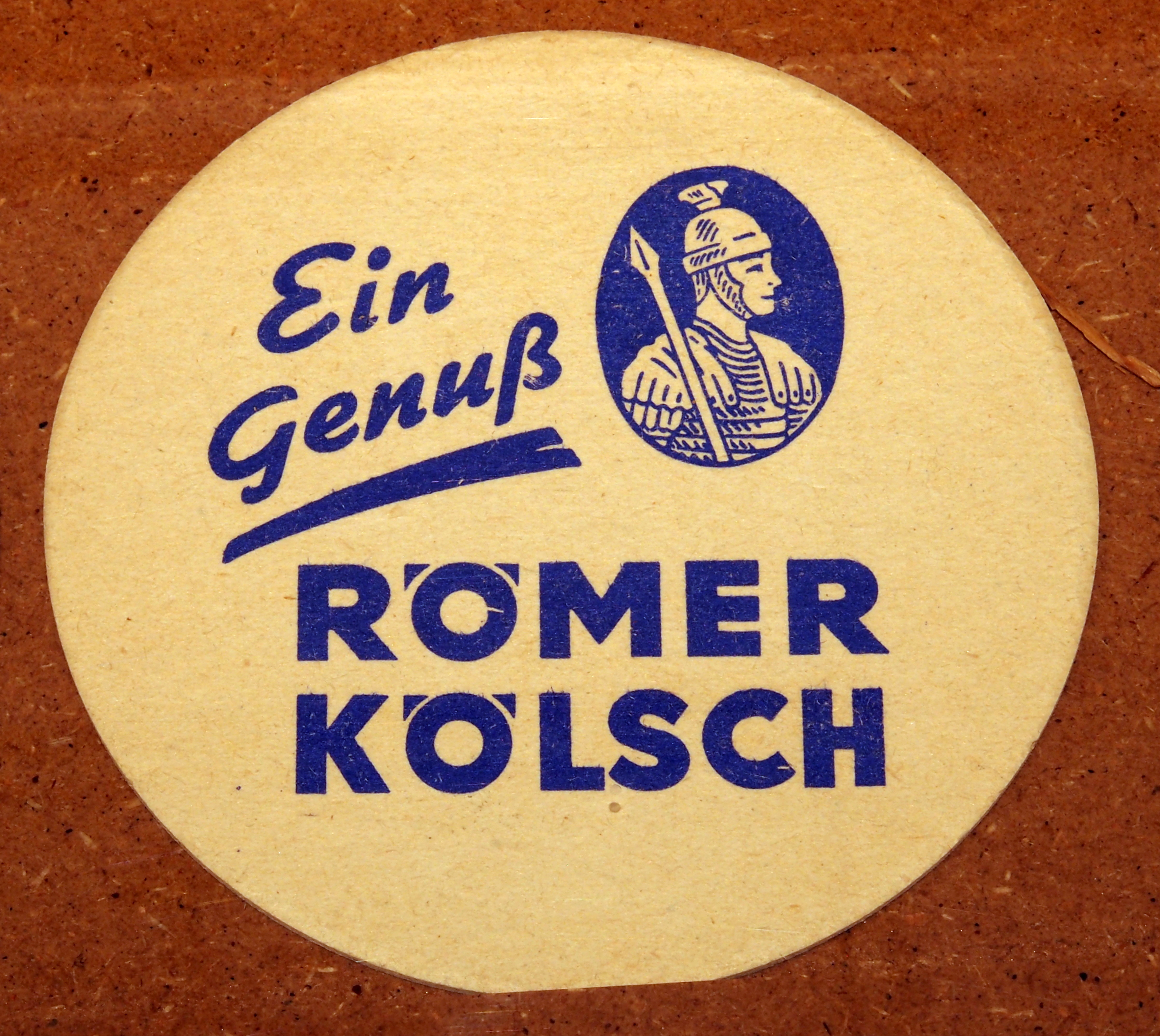
Sous-bock de la marque Römer Kölsch.

Les conditions obligatoires requises pour bénéficier de l'appellation Kölsch imposent que la brasserie soit située sur la commune de Cologne (chaque brasserie est censée être visible à l'œil nu depuis le clocher de la cathédrale de cette ville). Chaque brasseur produit une unique version de sa bière. En particulier, il n'y a pas de brassage spécial destiné à produire une version de haute qualité du type « premium » ou « gold ».
Les principales marques sont :
- Dom Kölsch
- Früh Kölsch
- Gaffel Kölsch
- Giesler Kölsch
- Gilden Kölsch
- Küppers Kölsch
- Kurfürsten Kölsch
- Mühlen Kölsch
- Peters Kölsch
- Reissdorf Kölsch
- Sester Kölsch
- Sion Kölsch
- Sünner Kölsch
- Zunft Kölsch

Il en existe quelques autres.
De nombreux brasseurs imitent la Kölsch à l'étranger, en particulier aux États-Unis d'Amérique (Kölsch-style ale) et au Japon.

## Culture et folklore

### Le verre

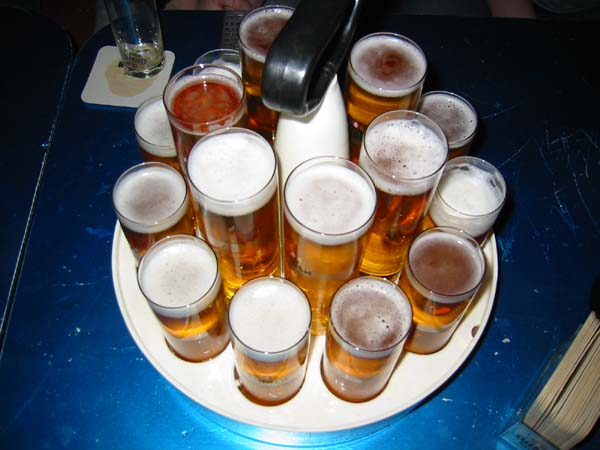
Kranz de Kölsch

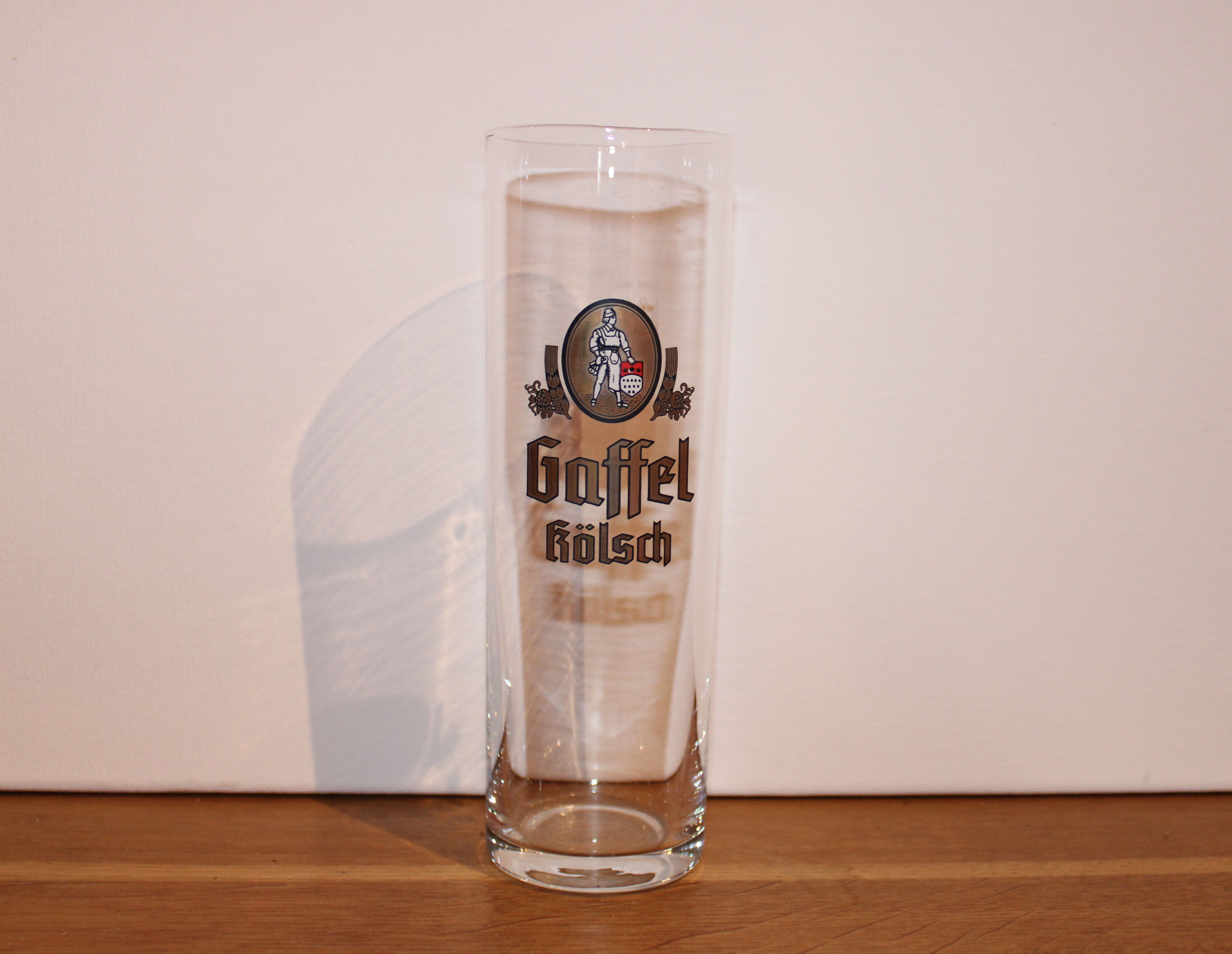
Vieux verre à bière cylindrique
"Gaffel Kölsch".

La Kölsch se boit traditionnellement dans un verre cylindrique haut et étroit, nommés Kölner Stange (de), de 0,2 litre. Consommée en groupe, elle est alors servie en Kränze (couronnes), plateaux ronds à trous supportant 14 à 16 verres. Elle peut également se servir en Stößchen (de), verres de 0,1 litre. L'usage des serveurs des cafés est de remplacer un verre tout juste vidé par un verre plein, sans que le consommateur ne le demande explicitement. Ce dernier doit couvrir le sommet de son verre avec son sous-bock pour signifier qu'il n'en veut plus. Les habitués s'arrêtent rarement dès le premier verre, la contenance modeste permettant à chacun d'offrir sa tournée. Dans le reste de l'Allemagne, et dans le sud en particulier, la faible capacité de ces verres leur vaut le surnom moqueur de Reagenzgläser (éprouvettes). Afin de séduire de nouveaux consommateurs, les tenants de Kneipen (bistrots) se convertissent aux verres de 0,3 ou 0,4 litre.
Par ailleurs, la moitié de la production est écoulée en bouteilles, d'une capacité de 0,5 litre.

### Identité régionale
La Kölsch est devenue depuis les années 1960 l'un des symboles de l'identité régionale. Ainsi, en 1998, parodiant la phrase célèbre de John Fitzgerald Kennedy « Ich bin ein Berliner » (Je suis un Berlinois), le président américain Bill Clinton se serait exclamé, en visite dans une brasserie à l'occasion d'un sommet du G8 à Cologne, « Ich bin ein Kölsch » (Je suis Colognais/une Kölsch).
La grande concurrente, la Altbier, est brassée dans la ville voisine de Düsseldorf.